# Вилхелм I фон Зомбрефе
Вилхелм I фон Зомбрефе (на немски: Wilhelm I von Sombreffe; † март 1400) е благородник от Зомбрефе (в Белгия), господар на замък Керпен (в Айфел), Рекхайм (в Ланакен, Белгия) и Грандлец.
Той е син на Жан/Йохан III фон Зомбрефе († 1354) и втората му съпруга Юта ван Вевелингховен от Нидерландия, сестра на Флорис ван Вевелингховен († 1393), епископ на Мюнстер (1364 – 1378) и Утрехт (1378 – 1393), дъщеря на Фридрих I фон Вевелингховен († 1340) и Аделхайд фон Милен († пр. 1324). Потомък е на Зигер (Сохиер) д' Орбес († 1127).
По-малък полубрат е на Годефроад (Годарт) IV де Зомбрефе-д'Офимонт († 1372) от първата съпруга на баща му с графиня Лутгарда фон Вианден († 1345).
Майка му Юта ван Вевелингховен се омъжва втори път за Гуй де Даве, сеньор де Лигни. Полусестра му Йохана де Даве († сл. 1406) е омъжена за Лудолф фон Ахауз.

## Фамилия
Вилхелм I фон Зомбрефе се жени за Маргарета фон Керпен-Моресторф, наследничка на Керпен, дъщеря на Йохан фон Керпен-Моресторф († сл. 1387) и Елизабет фон Фльорхинген († сл. 1355). Те имат децата:
- Елизабет фон Зомбрефе († пр. 1427/1469), омъжена за Йохан фон Биландт-Доорнебург († 1454)
- Вилхелм II фон Зомбрефе († 5 септември 1475), господар на Керпен, Грандлец, Томбург, Ландскрон, женен I. за Изабо Шабот, даме де Колонстер († пр. 21 ноември 1436), II. пр. 21 ноември 1436 г. за Гертруд фон Зафенберг († 1444/1 май 1460), III. на 29 септември 1446 г. за Агнес фон Пирмонт († сл. 1473)

Вилхелм I фон Зомбрефе има от неизвестна връзка дъщеря:
- Маргарета фон Зомбрефе, омъжена за Хенри Типоетс († 1444)

## Галерия
- Замък Зомбрефе
- Дворец Рекхайм/Рекем (1626)